# مردان آثار ماندگار
مردان آثار ماندگار (به انگلیسی: The Monuments Men) فیلم آمریکایی-آلمانی، محصول سال ۲۰۱۴ می‌باشد. کارگردانی فیلم را جرج کلونی بر عهده داشته و ستارگان دیگری چون مت دیمون، بیل مری، جان گودمن، ژان دوژاردن، باب بالابان و کیت بلانشت در آن به ایفای نقش پرداخته‌اند. خود جورج کلونی نیز از نقش‌های اصلی فیلم را بر عهده دارد.

## داستان
این فیلم درباره گروهی از مردان است که در جریان جنگ جهانی دوم از طرف دولت رزولت مامور می شوند تا به آلمان رفته و چند قطعه هنری ارزشمند را بدست بیاورند و به صاحبان اصلی شان بازگردانند…